# 史提芬·李爾
史提芬·李爾（1974年10月12日—），英國前職業斯诺克球員，曾因涉及比賽造假而被禁賽。他于1992年转为职业球员，並於2000/2001赛季中達到其職業生涯中最高的第五位，並獲得五次排名赛冠军。他在三大賽中曾打進2003年世界斯诺克锦标赛準決賽，但輸給马克·威廉姆斯，以及2008年大师赛决赛，敗於马克·塞尔比而屈居亞軍。他在職業生涯中擊出184个單桿破百，並以流暢的擊球動作而著稱。
李爾於2010年2月被西米德兰兹郡警察逮捕，懷疑與2009年英国锦标赛中的可疑投注有關，但当时警方没有对他采取进一步行动。2012年10月11日，李爾與约翰·希金斯的賽事被揭發涉及可疑投注，世界职业台球与斯诺克协会於翌日宣佈暫停李爾的比賽資格，並指控他打假球。獨立仲裁委員會經過審訊後，發現李爾於2008年至2009年間共有七場賽事涉嫌操縱賽果，因而禁止他參與任何世界桌球總會的賽事12年，直至2024年10月12日，此判決一度是桌球史上最長的禁令。其後李爾提出上訴，但於2014年5月被駁回。李爾還被要求向世界桌球總會支付12萬5千英鎊堂費，但他至今尚未繳交罰款。

## 假球和禁賽
英國警方於2009年開始調查與當年英國錦標賽相關的不尋常投注活動，並懷疑李爾涉及打假波，其後於2010年2月11日將他逮捕。2012年10月2日，世界桌球總會發表聲明，表示皇家檢控署不會再就李爾的案件進一步行動。然而九天後，在一場李爾對希金斯的超級聯賽賽事中出現了奇怪的一幕。李爾起初以2比1領先希金斯，但後來連連失誤，以4比2落敗，更惹來卓林普在Twitter上大肆抨擊。翌日，即李爾38歲生日當天，在有報道指出至少兩家博彩公司與超級聯賽中的異常博彩賠率有關之後，世界桌球總會宣佈將李爾禁賽，但同時表示詳細仍有待全面調查。李爾隨即對停賽決定提出上訴，但被駁回。負責處理上訴的羅伯特·恩格爾哈特（Robert Englehart）大律師表示，禁賽期應持續到調查結果公佈或世界桌球聯會聽證會有結論後再說。
2013年2月14日，世界桌球總會控告李爾在2008年马耳他杯小組賽、2008年英国锦标赛的兩場賽事、2009年斯诺克中国公开赛的一場賽事以及2009年世界斯诺克锦标赛中違反會員守則第2.8及2.9條，為賭博目的洩露未公開資訊，以及與他人協商操縱賽果。李爾隨即向桌球總會申請，若審訊於2013年世界斯诺克锦标赛抽籤前舉行，則准許他參與比賽，但因聽證會於資格賽抽籤後才舉行，他的申請並未實現。4月10日，世界桌球總會宣佈他們不會繼續有關桌球超級聯賽的調查，但會繼續跟進其他賽事中的假波指控。在李爾被停賽期間，他仍有參與各項獨立舉辦的活動。
李爾的假波案在英國體育糾紛調解組織（Sport Resolutions UK）召開的獨立調查法庭上由英國御用大律師亞當·劉易斯（Adam Lewis）審理，於2013年9月9日召開，為期三天， 並於9月16日定案，裁定李爾於2008至2009年七場比賽中操縱賽果罪名成立。9月25日，李爾被桌球總會禁賽12年，由2012年10月12日被禁賽當天開始計算，換言之解禁當天將會是他的50歲生日，並被要支付堂費4萬英鎊。此判決一度是桌球史上最長的處罰紀錄，直至中國選手梁文博及李行於2023年被判處終身禁賽才被打破。李爾立刻針對裁決、對他的制裁、以及要求的堂費提出上訴。英國體育糾紛調解組織委任艾德溫·格拉斯哥（Edwin Glasgow）大律師審理，而上訴委員會則認為該案應分開兩部分聆訊。案件原定於2014年1月30日審訊，後來延期至2月17日。在第一階段聆訊中，李爾質疑主持一審的劉易斯大律師有違獨立，認為他過去曾代表由世界桌球總會行政總裁巴里·赫恩持有的莱顿东方足球俱乐部出庭，涉及利益衝突。上訴於2月25日被駁回，李爾被勒令支付3萬鎊堂費。第二階段將審理李爾對自己定罪提出的質疑，但上訴委員會認為李爾並非可靠的證人而迴避審訊。5月15日，第二階段主審尼古拉斯·史都華（Nicholas Stewart）大律師駁回其餘上訴，並將原訟堂費由4萬鎊增加至7萬5千鎊，以及額外要求為第二階段上訴支付2萬英鎊堂費，令堂費總共高達12萬5千英鎊，但李爾從未支付。李爾於2014年6月從世界司諾克排名中被除名。